# Gioventù hitleriana
La Gioventù Hitleriana (in tedesco: Hitler-Jugend, abbreviata in HJ) fu un'organizzazione giovanile fondata dal Partito Nazionalsocialista dei Lavoratori Tedeschi nel 1926 per accogliere i giovani, a partire dai 10 anni, e prepararli a servire nelle forze armate e divenire buoni cittadini, attraverso un sistema di addestramento militare e paramilitare.
Lo sviluppo della Gioventù hitleriana si inserì nel quadro del vasto processo di Gleichschaltung inteso come «allineamento» del popolo tedesco al «nuovo ordine» ottenuto attraverso l'eliminazione di ogni forma di individualismo e finalizzato a sviluppare fedeltà e obbedienza all'ideologia nazionalsocialista. Il suo motto era Blut und Ehre ("sangue e onore").

## Storia
(Adolf Hitler, 23 dicembre 1933)

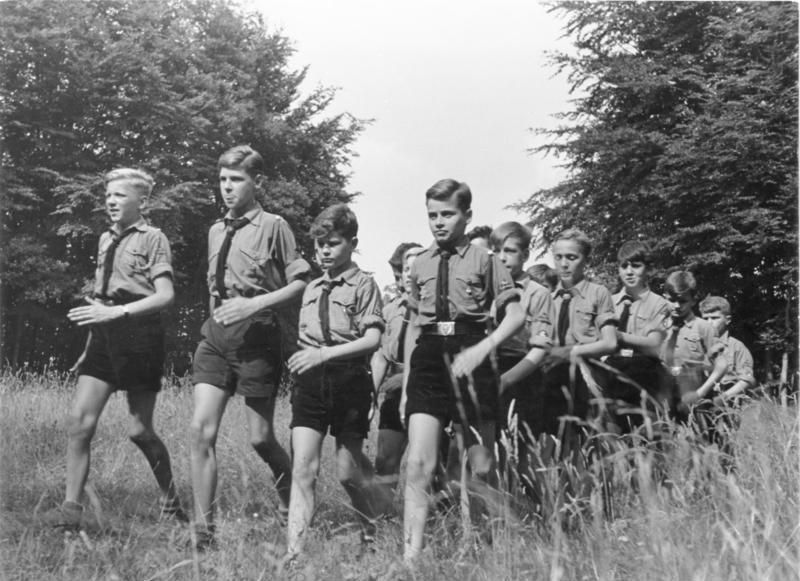
Ragazzi membri della Hitler-Jugend

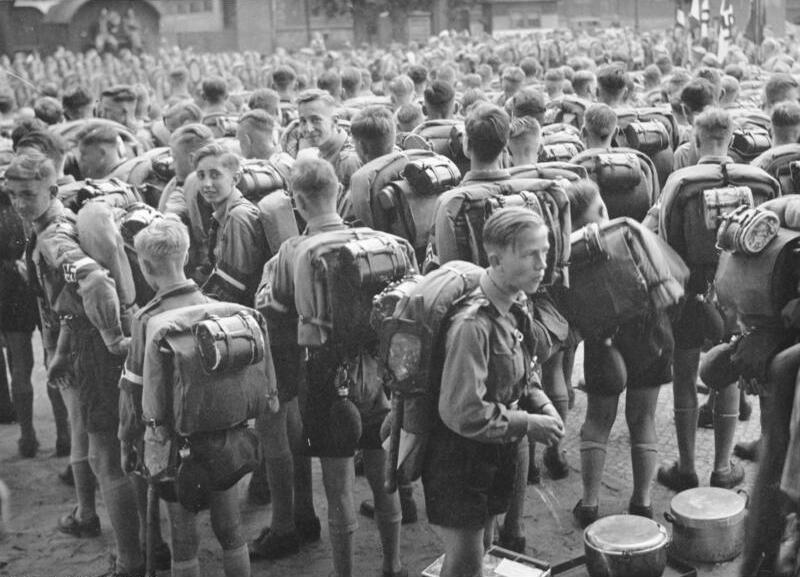
In partenza per un campo estivo al lago di Costanza

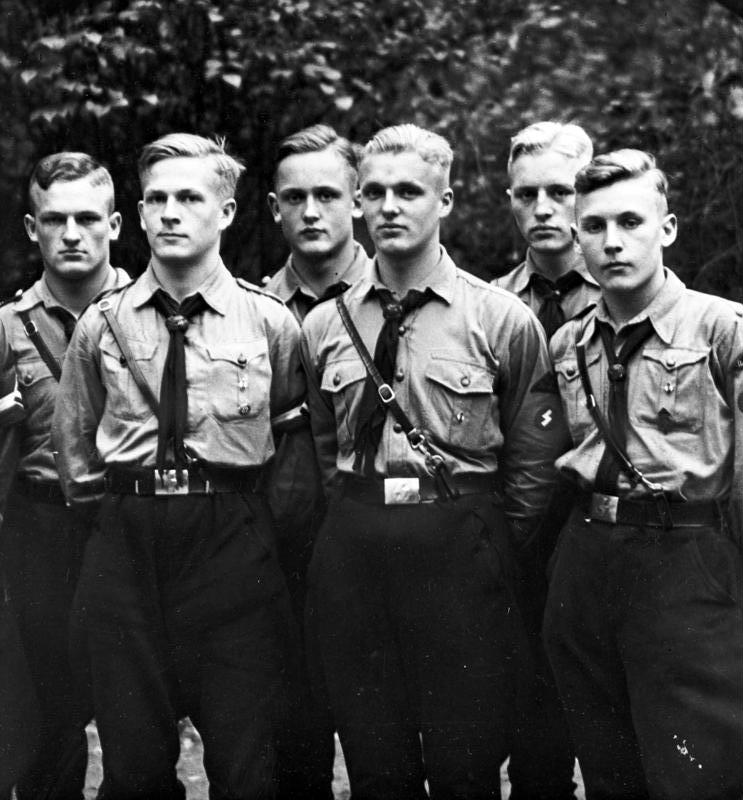
Foto di gruppo in uniforme

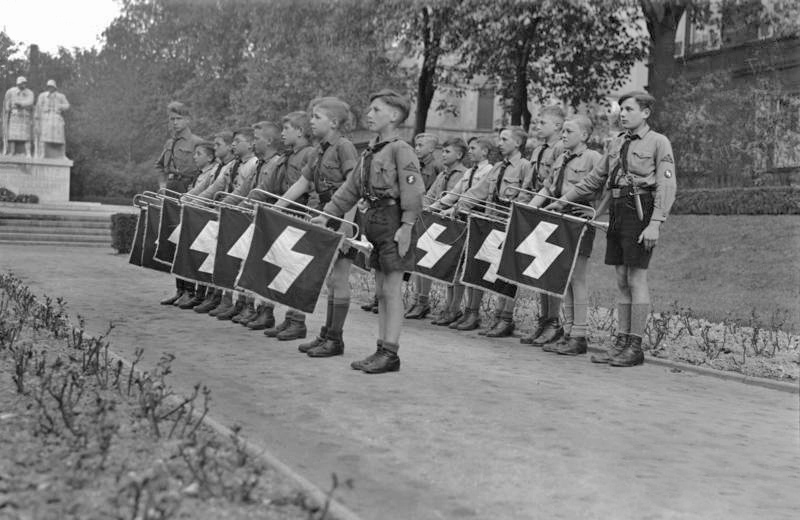
Fanfara della HJ

La Gioventù Hitleriana prese vita dal Jugendbund der NSDAP (JdN), fondato nel marzo 1922 e riunitosi per la prima volta nel maggio dello stesso anno. Era riservato ai ragazzi dai 14 ai 18 anni. I ragazzi dai 14 ai 16 anni erano raggruppati come Jungmannschaften, mentre i più vecchi erano parte del Jungsturm Adolf Hitler. L'organizzazione era supervisionata dalle SA e fu inizialmente guidata da Adolf Lenk.
La JdN collassò dopo il fallito colpo di Stato del 1923, durante l'imprigionamento di Hitler. Vennero fondati diversi gruppi giovanili locali per riempirne il vuoto, come la Großdeutsche Jugendbewegung di Lenk e Kurt Gruber o la Schilljugend, organizzata sia in Austria sia in Germania. Nel 1926 la Großdeutsche Jugendbewegung di Gruber venne rinominata come Hitler-Jugend, Bund Deutscher Arbeiterjugend (Confederazione della gioventù operaia tedesca) con Gruber come nuovo leader, che venne presto rimpiazzato da Franz Pfeffer.
Nel 1928 la Gioventù Hitleriana aggiunse una sezione per i ragazzi dai 10 ai 14 anni, inizialmente denominata Deutsche Knabenschaft, nel 1931 rinominata in Deutsches Jungvolk in der Hitler-Jugend. La Schwesternschaft der Hitler-Jugend era una sezione femminile per ragazze dai 14 ai 18 anni, creata nel 1929, poi rinominata Bund Deutscher Mädel (BDM) nel 1930, mentre la Jungmädchengruppen, sezione per ragazze più giovani, fu aggiunta nel 1931, poi chiamata Jungmädelbund.

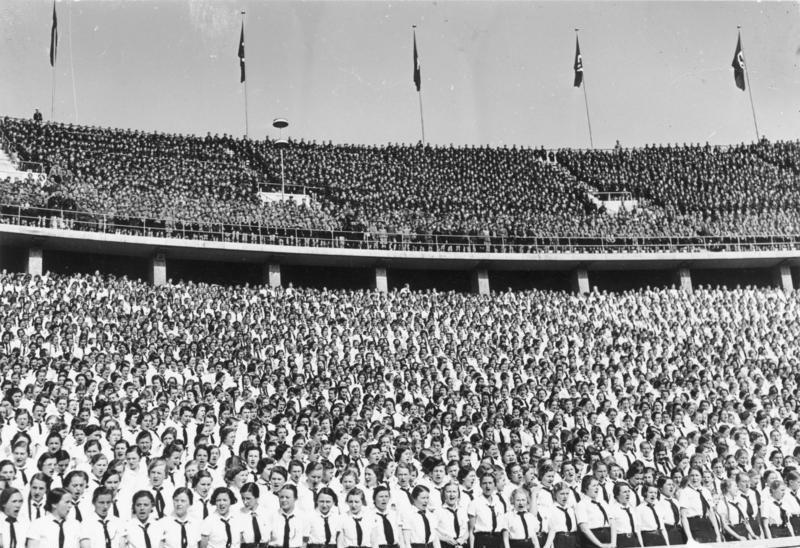
Raduno della HJ nella "Giornata Nazionale del Lavoro" allo stadio olimpico di Berlino nel 1937

Nel 1931 venne istituito un nuovo ruolo, Reichsjugendführer, e Baldur von Schirach prese il controllo della Gioventù hitleriana, del National-Sozialistischer Schülerbund (NSS) e del National-Sozialistischer Deutscher Studentenbund (NSDSt.B). Subordinato a quest'ultimo, Adrian von Renteln venne nominato comandante della Gioventù Hitleriana e sotto la sua guida i membri salirono a 100.000. Von Renteln fu attivo nell'epurare la dirigenza dalle persone 'non adatte'; ad ogni modo, nel 1932, quando la NSS si fuse con la HJ, l'incarico di von Renteln venne assorbito da von Schirach. La Gioventù Hitleriana venne resa indipendente dalle SA nel maggio 1932, ma entrambi i gruppi vennero messi al bando dal governo di Weimar in giugno.
A seguito della presa del potere da parte dei nazisti, gli altri gruppi giovanili di destra vennero assorbiti nella Gioventù Hitleriana, che così raggiunse i cinque milioni di membri. A partire dal 1º dicembre 1936, sotto la Jugenddienstpflicht tutti gli altri gruppi giovanili vennero banditi e i loro membri dovettero associarsi alla Gioventù Hitleriana. L'appartenenza alla HJ venne resa obbligatoria per i giovani di età superiore a 14 anni nel 1939. La coscrizione diventerà poi obbligatoria sin dal compimento del decimo anno nel 1941. Von Schirach venne rimpiazzato da Artur Axmann nel 1940. Secondo il Gesetz über die Hitlerjugend, emendato il 6 marzo 1939, la coscrizione obbligatoria avveniva in questo modo:
1. ragazzi di età compresa tra 10 a 14 anni nel Deutsches Jungvolk (DJ)
2. ragazzi di età compresa tra 14 e 18 anni nella Hitler-Jugend (HJ)
3. le ragazze di età compresa tra 10 a 14 anni nel Jungmädelbund (JM)
4. le ragazze di età compresa tra 14 e 18 anni nella Bund Deutscher Mädel (BDM).

Con il procedere della guerra, il gruppo assunse funzioni militari, gestendo le difese antiaeree e fornendo all'esercito molti soldati, specialmente per le Waffen-SS, in particolare la 12ª SS-Panzerdivision "Hitlerjugend" sotto il comando di Kurt Meyer (in cui vennero arruolati tutti i membri della Hitlerjugend nati nel 1926). Durante l'invasione della Germania, vennero arruolati nell'esercito membri della Gioventù Hitleriana sempre più giovani che, durante la battaglia di Berlino nel 1945, costituivano grossa parte delle difese tedesche. La Gioventù Hitleriana combatté con grande ardore nazionalistico durante la battaglia finale.
Tra i giovanissimi iscritti per legge alla Hitlerjugend figurarono l'artista Joseph Beuys, l'attivista antinazista Sophie Scholl e il futuro pontefice Joseph Ratzinger.
Verso la fine della guerra, vi furono iscritti anche ragazzi italiani figli di tedeschi residenti in Italia, alcuni dei quali vennero poi mandati al fronte in Unione Sovietica, in giovanissima età.

### La HJ dopo la presa del potere nel 1933

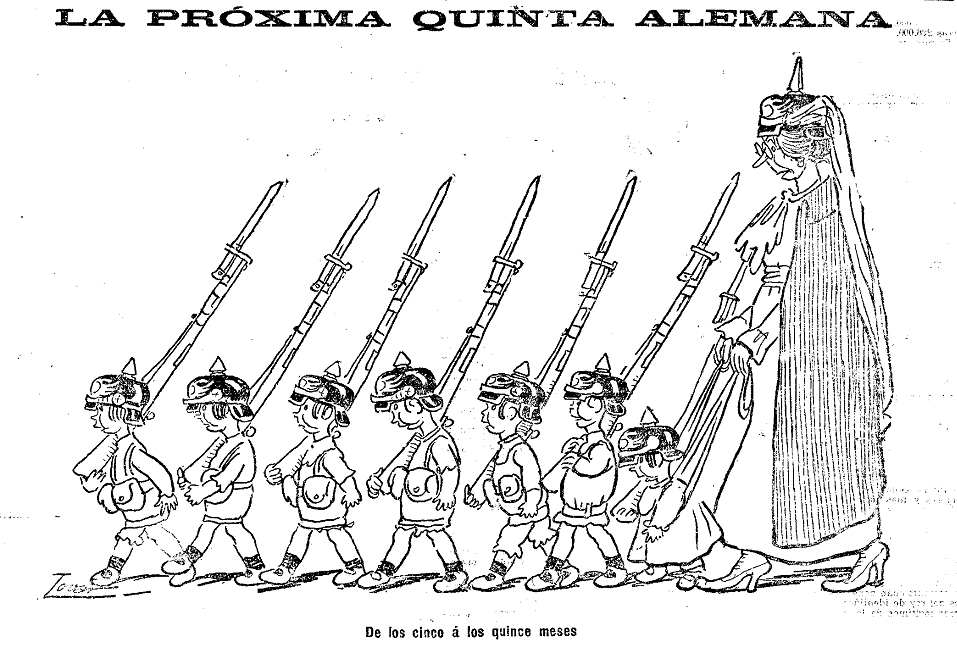
Vignetta satirica di Manuel Tovar in El Imparcial del 29 agosto 1914. (Trad. didascalia "Il prossimo quinto tedesco. Da cinque a quindici mesi.")

Oltre che in famiglia e a scuola l'intera gioventù tedesca dovette essere educata nella HJ "al servizio del popolo e della comunità popolare". La HJ cercò di sopprimere tutte le leghe politiche, confessionali, confederate o autonome della gioventù, persino la gioventù sportiva e il lavoro per la gioventù delle associazioni professionali. Verso la fine della Repubblica di Weimar si contavano circa da 5 a 6 milioni di membri nelle organizzazioni giovanili.
Il 5 aprile 1933 Schirach fece occupare da un gruppo della HJ l'ufficio del comitato centrale tedesco di tutte le istituzioni e organizzazioni della gioventù; il presidente del comitato, il generale Vogt, si affrettò a rimettere il suo carico nelle mani del "Reichsjugendführer". La HJ guadagnò tutto il materiale importante per conoscere esattamente i "nemici": nomi dei membri delle dirigenze ed i loro indirizzi, statistiche ecc.
Pochi giorni dopo questo colpo di mano, così tipico per i nazisti, Schirach escluse le organizzazioni ebree e socialiste; al tempo stesso furono vietate con i partiti politici anche le loro leghe giovanili. I gruppi della destra (per esempio la "Bismarck-Jugend") entrarono in blocco nella HJ. L'adesione poteva avvenire anche a livello personale. Pure Hans Scholl, che negli anni '40 fu uno dei fondatori della "Rosa Bianca", in quel periodo quindicenne, entrò a far parte della HJ, attratto dalle sue mete apparentemente elevate.

## Durante la seconda guerra mondiale

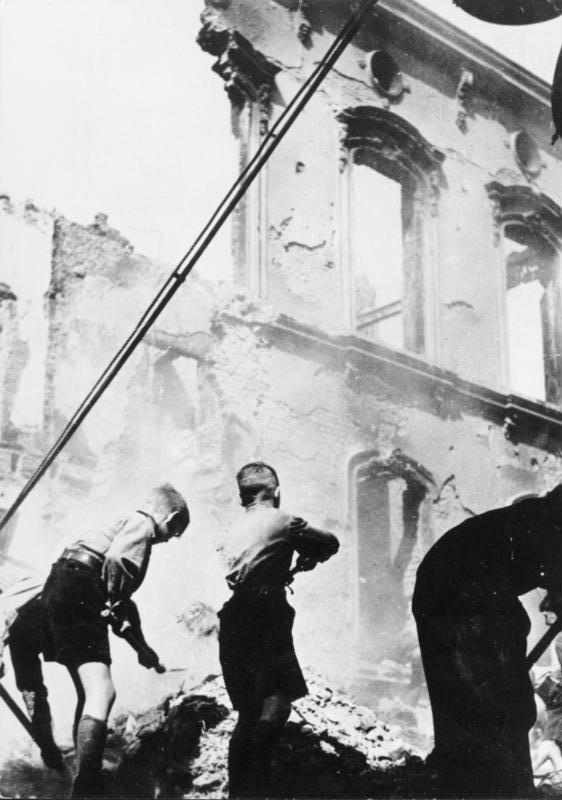
Giovanissimi membri della Hitler-Jugend mentre rimuovono delle macerie, 1943.

Con lo scoppio della seconda guerra mondiale, la Gioventù Hitleriana assunse una maggiore connotazione paramilitare, a presidio di innumerevoli città tedesche assieme alle truppe regolari. Tra i loro compiti principali vi era soprattutto quello di aiutare la popolazione durante i bombardamenti alleati. In aggiunta, la Gioventù Hitleriana prestò servizio presso le Poste del Reich, nel servizio ferroviario nazionale ed all'interno di numerosi uffici amministrativi statali.
A partire dal 1943, con l'aggravarsi della situazione bellica ed a seguito dell'altissimo numero di perdite umane nelle file dell'esercito tedesco, la Gioventù Hitleriana divenne parte integrante della riserva militare tedesca. L'idea di creare delle divisioni militari formate da appartenenti alla Gioventù Hitleriana era nata per la prima volta nel 1926, ma fu soltanto la necessità di uomini a far diventare effettivo questo progetto, il quale fu approvato dallo stesso Hitler nel febbraio del 1943.
Nel 1944 circa 20.000 ragazzi della Gioventù Hitleriana presero parte alla battaglia di Normandia, integrati presso la 12. SS-Panzer-Division "Hitlerjugend".

## Organizzazioni equivalenti in altre nazioni
- I Balilla nell'Italia fascista
- La Futuwwa in Iraq, fondata nel 1935 da Sāmī Shawkat sul modello della Gioventù Italiana del Littorio (GIL) e della Hitlerjugend
- Flechas e Pelayos in Spagna, sezioni giovanili della Falange spagnola
- Le Aquile Croate nello Stato Indipendente di Croazia durante la seconda guerra mondiale
- La Mocidade Portuguesa, organizzazione giovanile salazarista durante l'Estado Novo in Portogallo

## Filmografia

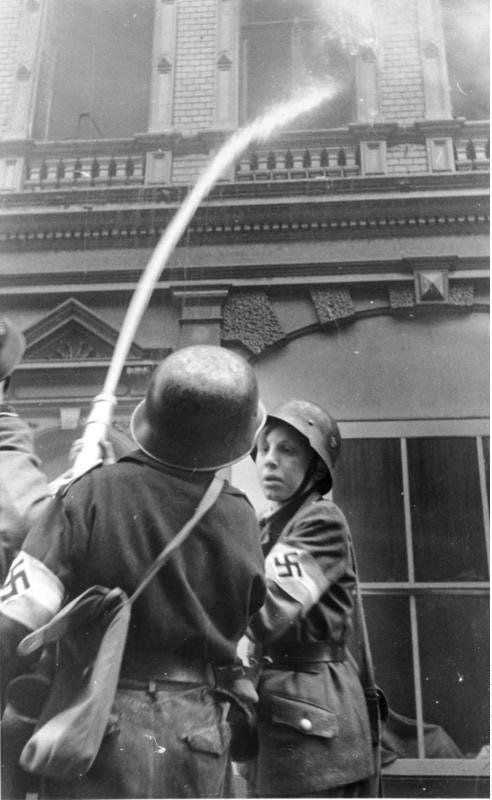
Pompieri della Gioventù Hitleriana in azione a Düsseldorf, Germania, 25 agosto 1943

- Hitlerjunge Quex, regia di Hans Steinhoff (1933)
- Il trionfo della volontà, regia di Leni Riefenstahl (1935)
- Germania anno zero, regia di Roberto Rossellini (1948)
- Europa Europa, regia di Agnieszka Holland (1991)
- Swing Kids - Giovani ribelli, regia di Thomas Carter (1993)
- L'orco - The Ogre, regia di Volker Schlöndorff (1996)
- I ragazzi del Reich (Napola - Elite für den Führer), regia di Dennis Gansel (2004)
- Jojo Rabbit, regia di Taika Waititi (2020)

### Approfondimenti
- (DE) Fritz Bennecke, Vom deutschen Volk und seinem Lebensraum. Handbuch für die Schulung in der HJ, su German Propaganda Archive, 1937.
- Daniel Blatman, The Death Marches: The Final Phase of Nazi Genocide, Cambridge, London, The Belknap Press of Harvard University Press, 2011, ISBN 978-0-67405-049-5.
- Richard Bonney (a cura di), Confronting the Nazi War on Christianity: The Kulturkampf Newsletters, 1936–1939, Bern, Peter Lang, 2009, ISBN 978-3-03911-904-2.
- Rupert Butler, Hitler's Young Tigers: The Chilling True Story of the Hitler Youth, London, Arrow Books, 1986, ISBN 0-09-942450-9.
- CIA, Records Integration Title Book (PDF), su cia.gov, 24 agosto 1999. URL consultato l'11 dicembre 2018 (archiviato dall'url originale il 23 gennaio 2017).
- Geoffrey Cocks, Sick Heil: Self and Illness in Nazi Germany, in Osiris, vol. 22, febbraio 2007,  pp. 93-115, DOI:10.1086/521744. URL consultato il 17 novembre 2022.
- Marc Cogen, Democracies and the Shock of War: The Law as a Battlefield, London, New York, Routledge, 2012, ISBN 978-1-40944-363-6.
- Richard Evans, The Third Reich in Power, New York, Penguin, 2006, ISBN 978-0-14303-790-3.
- George Forty, Villers Bocage, in Battle Zone Normandy, Sutton Publishing, 2004, ISBN 0-7509-3012-8.
- Peter Fritzsche, Life and Death in the Third Reich, Harvard University Press, 2009, ISBN 978-0-674-03374-0.
- Mary Fulbrook, Dissonant Lives: Generations and Violence Through the German Dictatorships, Oxford, New York, Oxford University Press, 2011, ISBN 978-0199287208.
- Richard Grunberger, The 12-Year Reich: A Social History of Nazi Germany, 1933–1945, New York, Henry Holt & Co., 1971, ISBN 0-03-076435-1.
- Charles Hamilton, Leaders & Personalities of the Third Reich, Vol. 1, R. James Bender Publishing, 1984, ISBN 0-912138-27-0.
- Klaus Hildebrand, The Third Reich, London, New York, Routledge, 1984, ISBN 0-0494-3033-5.
- (DE) Ernst Klee, Das Personenlexikon zum Dritten Reich. Wer war was vor und nach 1945, Frankfurt am Main, Fischer Taschenbuch Verlag, 2005, ISBN 978-3-59616-048-8.
- David Littlejohn, The Hitler Youth, Somerset, Agincourt, 1988, ISBN 0-934870-21-7.
- Chris McNab, The Third Reich, Amber Books Ltd, 2009, ISBN 978-1-906626-51-8.
- Regina Mühlhäuser, A Question of Honor: Some Remarks on the Sexual Habits of German Soldiers during World War II, in Wolfgang Bialas, Lothar Fritze (a cura di), Nazi Ideology and Ethics, Newcastle upon Tyne, Cambridge Scholars, 2014, ISBN 978-1-44385-422-1.
- (DE) Albert Müller, Die Betreuung der Jugend: Überblick über eine Aufgabe der Volksgemeinschaft, Berlin, Eher Verlag, 1943.
- (DE) Manfred Priepke, Die evangelische Jugend im Dritten Reich 1933–1936, Frankfurt, Norddeutsche Verlagsanstalt, 1960.
- Oliver Rathkolb, Baldur von Schirach: Nazi Leader and Head of the Hitler Youth, Pen & Sword, 2022, ISBN 978-1-39902-096-1.
- Laurence Rees, Hitler's Charisma: Leading Millions into the Abyss, New York, Vintage Books, 2012, ISBN 978-0-30738-958-9.
- Nicholas Stargardt, The German War: A Nation Under Arms, 1939–1945, New York, Basic Books, 2015, ISBN 978-0-46501-899-4.
- George H. Stein, The Waffen SS: Hitler's Elite Guard at War, 1939–1945, Ithaca, Cornell University Press, 1984, ISBN 0-8014-9275-0.
- (DE) Helmut Stellrecht, Glauben und Handeln. Ein Bekenntnis der jungen Nation, su German Propaganda Archive, 1938.
- Frederick John Stephens, Hitler Youth: History, Organisation, Uniforms and Insignia, Alnark Publishing, 1973, ISBN 0855241047.
- John R. Tunis, The Dictators Discover Sport, su Foreign Affairs, 1936.
- United States Holocaust Memorial Museum, Nazi Ideology and the Holocaust, Washington, United States Holocaust Memorial Museum, 2007, ISBN 978-0-89604-712-9.
- (DE) Verlag Moritz Ruhl, Deutsche Uniformen, Leipzig, Verlag Moritz Ruhl, 1936.
- David Williamson, The Third Reich, London, Longman Publishers, 2002, ISBN 978-0-58236-883-5.
- A.N. Wilson, Hitler, New York, Basic Books, 2012, ISBN 978-0-46503-128-3.

### Movimenti giovanili esteri simili
- Opera nazionale Balilla
- Gioventù Italiana del Littorio
- Nationale Jeugdstorm